# 马尔佩洛岛
马尔佩洛岛（西班牙語：Isla de Malpelo）位于哥伦比亚考卡山谷省，陆地面积0.35平方千米。这一地区除一个由哥伦比亚陆军设立的小型军事哨所以外，并无他人居住。
1986年，岛内设立马尔佩洛动植物保护区，这一保护区主要致力于保护植物和野生鸟类。2006年，联合国教科文组织将其列入世界遗产名录。

## 地理

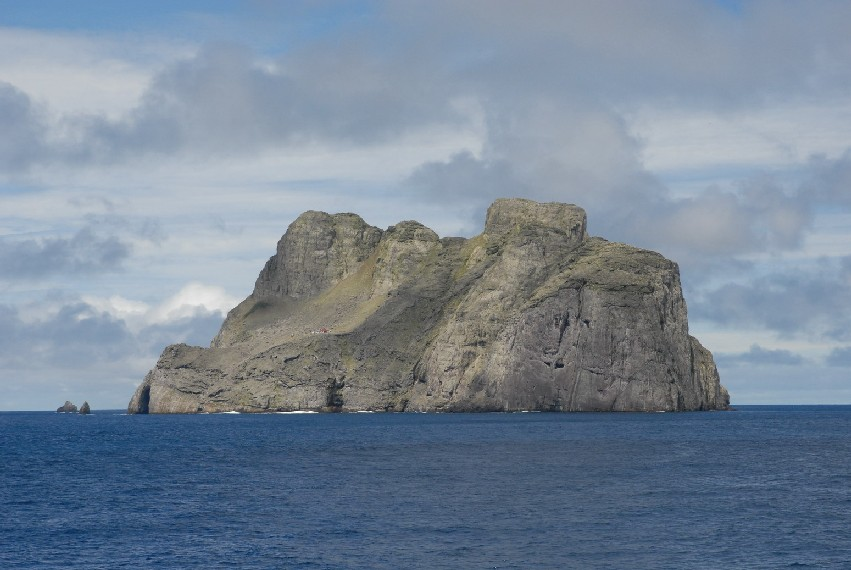
马尔佩洛岛

马尔佩洛岛距最近的哥伦比亚海岸线有500多千米远。该岛深处热带，远离陆地，岛上主要由三座贫瘠、荒芜的岛屿组成，陡峭的岩石遍及山的各个角落。其中，最高的山峰是海拔300多米的莫纳德拉山。
由于临近海水的地方被岩石包围，从大海上看，马尔佩洛岛就像一块凸起的大石头。靠近山的东北部是Tres Mosqueteros；西南部是Salomon、Saul、La Gringa和Escuba.
马尔佩洛岛被人们认为可能是太平洋上的一个热点，主要由枕状熔岩、火山角砾岩和第三纪玄武岩组成。乍一看，似乎岛上缺乏植被，十分荒芜，但实际存在的海鸟粪可以帮助藻类、地衣、苔藓、蕨类和一些灌木植物存活。

## 生物
根据专门为调查生物数量的潜水探险所得的数据显示，岛屿附近海域有一个独特的鲨鱼种群。这一地区有500余只的双髻鲨和上百只絲鯊。马尔佩洛岛周边海域还是野生兇猛砂錐齒鯊在世界上少数的几个存在的地区。
马尔佩洛动植物保护区主要致力于保护植物和野生鸟类，目前这里已聚集了大约60种鸟类。此外，在该岛及其周边，还发现了25000多只纳斯卡海鹅、17种珊瑚、约400种色彩斑斓的热带鱼和棘皮、软体、甲壳、节肢、环节等动物。

## 保护
1986年，哥伦比亚政府批准设立马尔佩洛动植物保护区，以此保护岛内的生物多样性。同时，哥伦比亚政府在岛屿周边设立禁渔区，哥伦比亚军方在岛上建立了基地，防止有人突破禁渔令。而游客则需要获得一个来自于哥伦比亚生态部的书面许可后，方可进入岛内。
2005年，哥伦比亚政府扩大了禁渔区的范围。联合国教科文组织在2006年将保护区列入世界遗产名录。至今，岛屿周边25海里内均是禁渔区，这一禁渔区还是太平洋上最大的禁渔区。
保护区内严格禁止商业性捕捞，但仍时常发生非法捕捞鲨鱼的现象，这使得岛内的生物多样性受到了威胁。因此，哥伦比亚政府采取控制游客数量和限制观光范围的方法来保护马尔佩洛岛的生物多样性，这一措施取到了一定的作用。然而，哥伦比亚海军的一艘护卫舰在2006年的一次抽查中发现，一只渔船上有一吨的鲨鱼鳍。环保人士由此担心鲨鱼的安全，于是发起环保活动，呼吁暂停捕猎鲨鱼。